# Jean-Pierre Duport (préfet)
 (mars 2019).
Pour les articles homonymes, voir Jean-Pierre Duport et Duport.
Jean-Pierre Duport est un haut fonctionnaire français, né le 11 juillet 1942 à Saint-Sever (Landes).
Il a été élève du lycée Montaigne et du lycée Louis-le-Grand à Paris.
Diplômé de l’Institut d’études politiques de Paris (IEP de Paris) il réussit le concours d’entrée à l’École nationale d’administration.

## Carrière et fonctions
Il a été successivement :
- 1965 à 1967 : élève à l’École nationale d’administration (promotion Marcel-Proust)
- 4 octobre 1989 : délégué général à l'aménagement du territoire et à l'action régionale (DATAR)
- 25 juillet 1994 : placé en position de détachement comme préfet
- 15 décembre 1994 : titularisé préfet et radié de la position d'administrateur civil hors classe
- 1993-1997 : préfet de la Seine-Saint-Denis à Bobigny
- 18 juin 1997 : directeur de cabinet de Jean-Pierre Chevènement, ministre de l’Intérieur
- 18 juillet 1998 : fin de sa fonction de directeur de cabinet
- 24 juin 1998[3] à 2002 : préfet de Paris et préfet de la région Île-de-France
- 12 juillet 2002 : nommé préfet hors cadre et président du conseil d’administration de Réseau ferré de France (RFF)
- 24 avril 2007 : mise à la retraite [4]
- 31 juillet 2009 : président de la Commission supérieure des jeux
- 12 novembre 2011 : membre du conseil d’administration du Syndicat des transports d'Île-de-France (STIF)
- 16 juillet 2012 : nommé membre de la Commission sur la rénovation et la déontologie de la vie publique
- 21 janvier 2013 : nommé coprésident du groupe d’élaboration de la Charte État, collectivités, associations [5]

La Place Beauvau a chargé en février 2015 Jean-Pierre Duport de rédiger un rapport sur la fermeture des cercles de jeux parisiens et la création à la place d'un ou plusieurs casinos.
Il est également actuellement conseiller du président du directoire du groupe Unibail-Rodamco, Christophe Cuvillier.

## Engagement et intérêt associatif
Jean-Pierre Duport est engagé au sein de La Fonda, dont il a occupé plusieurs fonctions (Secrétaire général, membre du Conseil d’administration...). Il a travaillé notamment sur les rapports territoires et associations, l’intérêt général porté par les acteurs associatifs ou encore l'avenir du secteur associatif.
Il a également rédigé, en 2013, avec le sénateur Claude Dilain un rapport intitulé « Pour une nouvelle charte des engagements réciproques entre l’État, les collectivités territoriales et les associations » à la demande Valérie Fourneyron, ministre chargée de la vie associative.

## Récompenses et distinctions

### Décorations
- Grand officier de la Légion d'honneur Il est fait chevalier le 20 décembre 1990, puis est promu officier le 13 juillet 1999[10], commandeur le 31 décembre 2010[11] au titre du ministère de l’Écologie, du Développement durable, des Transports et du Logement, et est élevé à la dignité de grand officier le 31 décembre 2015[12].
- Officier de l'ordre des Arts et des Lettres Il est promu au grade d’officier le 9 juillet 2014 en tant qu'ancien président de l’association Le Corbusier[13].